# Leo Springer
Leo George Springer (né le 19 novembre 1901 à Hamilton et mort le 24 mai 1936 dans le Nord-du-Québec) est un prospecteur canadien. Il est connu pour sa découverte du cuivre près du lac Opémisca dans le Nord-du-Québec, ce qui lance l'exploitation industrielle du secteur.

## Biographie
Léo Springer commence sa carrière de prospecteur dès l'adolescence. Originaire du nord de l'Ontario, il habite un moment à Toronto, puis s'installe à Ottawa. Il occupe ses étés à ses activités de prospection,.
En août 1929 Leo Springer se joint à la masse d'hommes qui prospectent dans les environs du lac Chibougamau. Il est informé par Charles A. Dixon, un cris ayant son territoire de chasse dans le secteur du lac Opémisca, de la présence de minerai de cuivre. Springer, accompagné des prospecteurs Gaston Robitaille et Joe Perry et du pilote Lloyd B. Rochester, se rend sur place et y collecte des échantillons de minerai. Il y découvre un important gisement du cuivre,.
Le 24 mai 1936, Leo Springer et 5 autres hommes décèdent lors de l'écrasement de leur avion près du lac Pushketamika, entre le lac Chibougamau et Senneterre,,. 

## Retombées de ses explorations

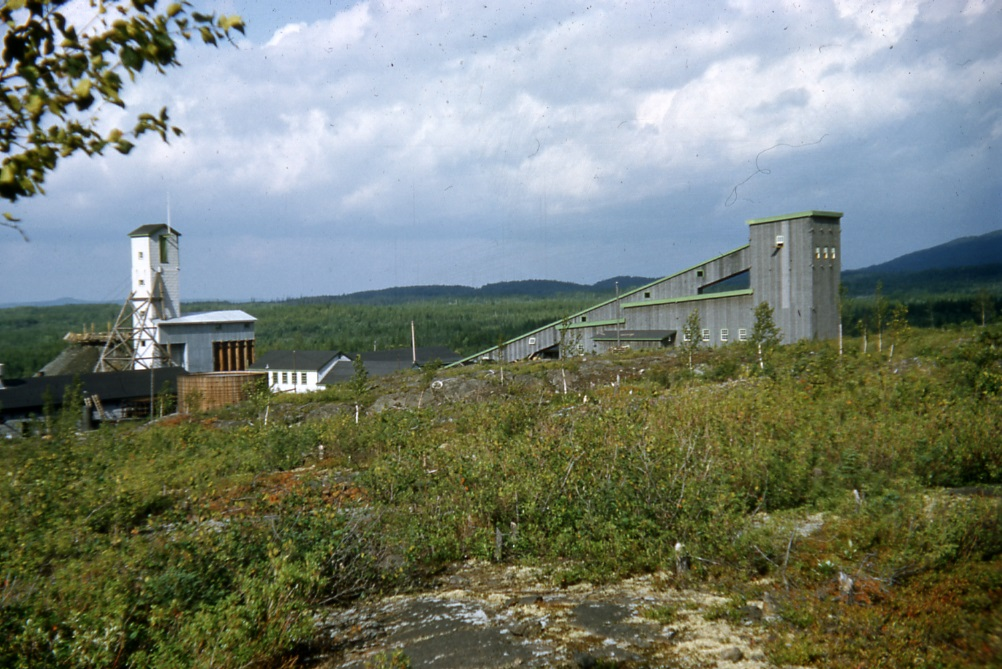
Mine Opémiska dans les années 1950.

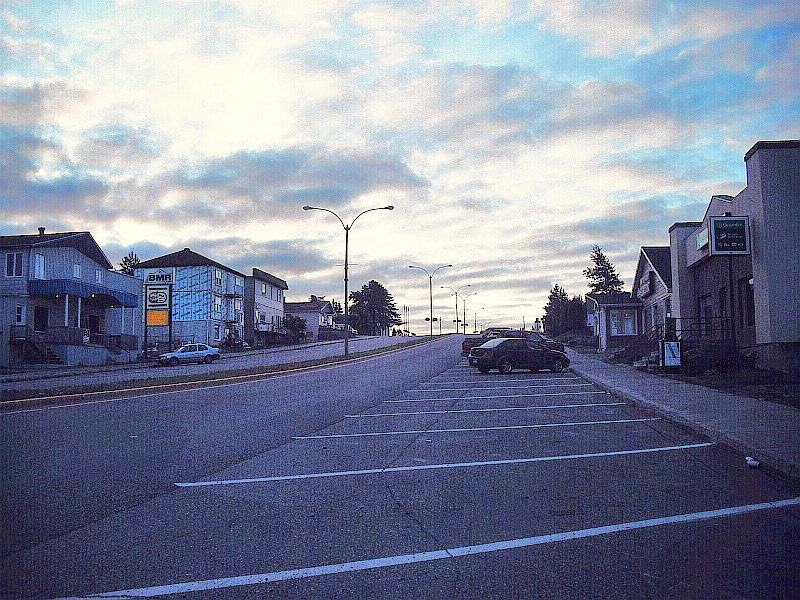
Boulevard Springer, Chapais.

La découverte de Leo Springer dans le secteur du lac Opémisca marque le début de l'exploitation minière dans ce secteur. En 1936, malgré la crise économique, une première compagnie minière, la Ventures Limited, y entreprend des forages. Dès 1937 toutefois, la mine cesse ses opérations : le prix du cuivre chute et l'absence de voies de communications complique l'exploitation du gisement. Son exploitation reprend après la Seconde Guerre mondiale. En 1953, la mine Opémiska est remise en service par la Opemiska Copper Mines Ltd. L'entreprise crée le campement Opémiska : un « village de compagnie » pour héberger les travailleurs et leurs familles, qui devient en 1955 la ville de Chapais,,. La mine ferme ses portes en 1991. En 2021, la compagnie QC Copper & Gold entreprend un projet de mine à ciel ouvert pour continuer l'exploitation du gisement découvert par Leo Springer en 1929.

## Toponymie
Le mont Springer, le lac Springer, le barrage Springer, le boulevard Springer à Chapais, sont nommés en l'honneur du prospecteur. Deux des puits de la mine Opémiska à Chapais, Springer un et Springer deux, sont aussi nommés en son honneur,,.

## Archives
Les correspondances entre Leo Springer et Lloyd B. Rochester sont conservées chez Bibliothèque et Archives Canada. 